# Norberto Alayón
Norberto Ricardo Alayón (Buenos Aires, Parque Patricios, 31 de marzo de 1945-17 de noviembre de 2024) fue un trabajador social y profesor argentino.

## Biografía
Es doctor honoris causa de la Universidad Nacional del Centro del Perú (Huancayo). Profesor Consulto Titular de la Facultad de Ciencias Sociales de la Universidad de Buenos Aires, Argentina. Fue vicedecano de dicha Facultad en el período 1998-2002.
Autor de varios libros sobre Trabajo Social y sobre Derechos de la Infancia. Su principal texto es Asistencia y Asistencialismo - ¿Pobres controlados o erradicación de la pobreza? (Editorial Lumen-Hvmanitas), traducido también al portugués (Editorial Cortez, Sao Paulo).
Fue Profesor Titular de la UNNE (Universidad Nacional del Nordeste), de la UNAM (Universidad Nacional de Misiones), y de la UNCPBA (Universidad Nacional del Centro de la Provincia de Buenos Aires). Coordinador Académico del CELATS (Centro Latinoamericano de Trabajo Social), organismo académico de ALAETS (Asociación Latinoamericana de Escuelas de Trabajo Social), con sede en Lima (Perú), desde 1979 a 1982.
Fundador y Director del Centro de Estudios e Investigación en Trabajo Social-CEITS (1987-1997). Además de la docencia, su ejercicio profesional se desarrolló en los ámbitos de promoción comunitaria, vivienda, municipalidad, hospital psiquiátrico y tribunal de menores. Consultor de Unicef Argentina (Área Derechos del Niño) y Coordinador Ejecutivo del Grupo Nacional para la Defensa de los Derechos de la Infancia y Adolescencia. Profesor Visitante de la Universidad de Puerto Rico, de la Universidad Católica de Santiago de Guayaquil (Ecuador)y de la Universidad Autónoma de Ciudad Juárez, Chihuahua (México).
Conferencista nacional e internacional en numerosos Congresos profesionales en 15 países de América Latina, en Shanghái (China) y en todas las provincias de Argentina.
Autor de 20 libros (publicados en Argentina, Brasil, México, Perú y Guatemala) y de una gran cantidad de artículos sobre Trabajo Social y sobre Derechos de la Infancia, en revistas nacionales y extranjeras. Autor de diversas notas, sobre temáticas profesionales y políticas, publicadas en diarios y revistas tales como Página/12, Buenos Aires Económico, Tiempo Argentino, Miradas al Sur, Cash, La Tecl@ Eñe, Realidad Económica, El Territorio.
En 1975 fue candidato a gobernador de la Provincia de Misiones (Argentina), por el Frente de Izquierda Popular (FIP).
En 2021 recibió el reconocimiento como «Personalidad destacada de la Universidad de Buenos Aires», durante los festejos por el Bicentenario de dicha universidad, recibiendo también una medalla personalizada, una moneda acuñada por la Casa de la Moneda y un sello postal del Correo Argentino (especialmente elaborados para la ocasión).

## Algunas publicaciones

### Libros
- El Trabajo Social en contexto histórico. Universidad de San Carlos de Guatemala (USAC). Instituto de Investigaciones (IIETS) "TS Ángela Ayala". Guatemala. 2023.
- Aportes al Trabajo Social latinoamericano. Universidad Juárez del Estado de Durango (UJED). México.2023.
- RECAPITULANDO. Mis aportes en el Trabajo Social (Editorial La Hendija). 2022.
- Crónicas para una Argentina popular (Editorial Margen y Editorial La Hendija). 2021.
- Apuntes para la práctica del Trabajo Social (Editorial Margen y Editorial La Hendija). 2020.
- Asistencia y Asistencialismo - ¿Pobres controlados o erradicación de la pobreza? (Editorial Hvmanitas, Editorial Lumen y Editorial Entorno Social de México). Traducido al portugués (Editorial Cortez, Sao Paulo). 5.ª edición (2019).
- NO al macrismo desde el Trabajo Social (Editorial Margen y Espacio Editorial). 2018.
- Definiendo al Trabajo Social (Editorial Hvmanitas, Editorial Lumen y Editorial Entorno Social de México). 5.ª edición (2018).
- NO a la Argentina conservadora (Espacio Editorial). 2016.
- La Argentina populista (Espacio Editorial). 2014.
- Crónicas y textos de lo social (Espacio Editorial). 2010.
- Trabajo Social Latinoamericano - A 40 años de la Reconceptualización; organizador (Espacio Editorial). 2.ª edición (2007).
- Historia del Trabajo Social en Argentina (Editorial CELATS de Perú y Espacio Editorial). 5.ª edición (2007).
- Niños y Adolescentes - Hacia la reconstrucción de derechos (Espacio Editorial). 2.ª edición (2003).
- Reflexiones sobre Trabajo Social (Editorial Hvmanitas). 2.ª edición (1990).
- Perspectivas del Trabajo Social (Editorial Hvmanitas). 2.ª edición (1988).
- Manual Bibliográfico de Trabajo Social - América Latina y España (Editorial CLACSO). 1984.
- El Trabajo Social de hoy y el mito de la asistente social; en colaboración (Editorial Hvmanitas). 1983.
- Las Escuelas de Trabajo Social en América Latina (Editorial CELATS de Perú y Editorial Hvmanitas). 2.ª edición (1982).
- El Taller, integración de teoría y práctica"; en colaboración (UNAM, Posadas, Misiones). 1975.
- ABC del Trabajo Social Latinoamericano; en colaboración (Editorial ECRO). 1971.